# Championnat des États-Unis de rugby à XV 2019
Navigation
Men's D1 Club Championship 2018
Le championnat des États-Unis de rugby à XV 2019 ou Men's D1 Club Championship 2019 est la 40e édition de la compétition interclubs qui se déroule du - 2018 au 2 juin 2019 et oppose des équipes réparties dans 8 secteurs géographiques. À l'instar du système pratiqué dans le Campeonato Argentino en Argentine, des clubs issus des Geographical Unions (GUs) d'Empire ou de New England, par exemple, sont regroupés dans une zone dénommée Atlantic North au sein du championnat Northeast. Par ailleurs, avec la création de la Pacific Rugby Premiership et de l'American Rugby Premiership, certaines Conferences se voient amputées de la participation de clubs importants.

## Format
Les différentes équipes sont partagées selon les 12 Geographical Unions en 2 Leagues et 8 Conferences distinctes. Les poules régionales sont réparties de la manière suivante :
- Eastern League
- Atlantic North ou Northeast (New-England et Empire) regroupant des clubs des États du Massachusetts, de New York, du Connecticut, du Maine, du New Hampshire, de Rhode Island, du Vermont et d'une partie du New Jersey.
- Midwest regroupant des clubs des États du l'Illinois, de l'Indiana, de l'Iowa, du Michigan, du Minnesota, de l'Ohio, du Kentucky, de Virginie-Occidentale, du Wisconsin et d'une partie de la Pennsylvanie.
- Mid-Atlantic (Capital et Eastern Penn) regroupant des clubs des États du Delaware, du Maryland, de la Virginie, du District of Columbia et d'une partie de la Pennsylvanie et du New Jersey.
- Southern (True South,  Carolinas et Florida) regroupant des clubs des États de la Caroline du Nord, de la Caroline du Sud, de l'Alabama, du Tennessee, du Mississippi et d'une partie de la Louisiane et de l'Arkansas.

- Western League
- Frontier ou West (Mid-America) regroupant des clubs des États du Dakota du Sud, du Nebraska, du Kansas, du Missouri, du Colorado, du Wyoming et de l'Utah.
- Red River (Texas, True South et Mid-America) regroupant des clubs des États du Texas, de l'Oklahoma et d'une partie de la Louisiane et de l'Arkansas.
- Pacific South ou Southern California (Southern California) regroupant des clubs des États de l'Arizona, du Nouveau-Mexique et d'une partie de la Californie et du Nevada.
- Pacific North (Pacific Northwest et Northern California) regroupant des clubs des États de l'Oregon, de l'Idaho, de l'État de Washington et d'une partie de la Californie et du Nevada.

## Phase régulière

### Eastern League

#### Atlantic NorthouAmerican Rugby Premiership

##### Classement[1]
| Rang | Club                   | J | V | N | D | Bo | Bd | Pm  | Pe  | Diff | Pts |
| ---- | ---------------------- | - | - | - | - | -- | -- | --- | --- | ---- | --- |
| 1    | Life Running Eagles    | 6 | 4 | 0 | 2 | 6  | 0  | 165 | 105 | +60  | 22  |
| 2    | Mystic River           | 6 | 4 | 0 | 2 | 3  | 0  | 126 | 160 | -34  | 19  |
| 3    | New York Athletic Club | 6 | 3 | 0 | 3 | 5  | 0  | 146 | 136 | +10  | 17  |
| 4    | Old Blue RFC           | 6 | 1 | 0 | 5 | 6  | 0  | 124 | 160 | -36  | 10  |
| 5    | Rugby Atlanta          | 0 | 0 | 0 | 0 | 0  | 0  | 0   | 0   | 0    | 0¹  |

¹ Rugby Atlanta renonce à participer au championnat. 
|  | Qualifié pour la phase finale. |

Attribution des points : victoire sur tapis vert : 5, victoire : 4, match nul : 2, défaite : 0, forfait : -2 ; plus les bonus (offensif : 4 essais marqués ; défensif : défaite par 7 points d'écart maximum).

#### Midwest

##### Midwest East

###### Classement[2]
| Rang | Club                  | J | V | N | D | Bo | Bd | Pm  | Pe  | Diff | Pts |
| ---- | --------------------- | - | - | - | - | -- | -- | --- | --- | ---- | --- |
| 1    | Chicago Lions         | 8 | 6 | 0 | 2 | 8  | 0  | 362 | 134 | +228 | 32  |
| 2    | Chicago Griffins      | 8 | 6 | 0 | 2 | 7  | 0  | 293 | 207 | +86  | 31  |
| 3    | Détroit Tradesmen     | 8 | 6 | 0 | 2 | 7  | 0  | 265 | 198 | +67  | 31  |
| 4    | Columbus RC           | 8 | 2 | 0 | 6 | 1  | 0  | 151 | 323 | -172 | 9   |
| 5    | Cincinnati Wolfhounds | 8 | 0 | 0 | 8 | 3  | 0  | 142 | 351 | -209 | 3   |

|  | Qualifié pour la finale régionale. |

Attribution des points : victoire sur tapis vert : 5, victoire : 4, match nul : 2, défaite : 0, forfait : -2 ; plus les bonus (offensif : 4 essais marqués ; défensif : défaite par 7 points d'écart maximum).

##### Midwest West

###### Classement[2]
| Rang | Club                   | J | V | N | D | Bo | Bd | Pm  | Pe  | Diff | Pts |
| ---- | ---------------------- | - | - | - | - | -- | -- | --- | --- | ---- | --- |
| 1    | Metropolis Minneapolis | 8 | 8 | 0 | 0 | 6  | 0  | 323 | 99  | +224 | 38¹ |
| 2    | Palmer Dragons         | 8 | 5 | 0 | 3 | 8  | 0  | 239 | 144 | +95  | 28  |
| 3    | St. Louis Bombers      | 8 | 4 | 0 | 4 | 3  | 0  | 218 | 202 | +16  | 19  |
| 4    | Kansas City Blues      | 8 | 3 | 0 | 5 | 2  | 0  | 235 | 228 | +7   | 14  |
| 5    | Milwaukee Barbarians   | 8 | 0 | 0 | 8 | 3  | 0  | 112 | 454 | -342 | 3   |

¹Metropolis Minneapolis renonce à participer à la finale.
|  | Qualifié pour la finale régionale. |

Attribution des points : victoire sur tapis vert : 5, victoire : 4, match nul : 2, défaite : 0, forfait : -2 ; plus les bonus (offensif : 4 essais marqués ; défensif : défaite par 7 points d'écart maximum).

##### Tableau final
| Club           | Match   | Club          |
| Palmer Dragons | 13 - 30 | Chicago Lions |

#### Mid-Atlantic

##### Mid-Atlantic North

###### Classement[3]
| Rang | Club                    | J  | V  | N | D | Bo | Bd | Pm  | Pe  | Diff | Pts |
| ---- | ----------------------- | -- | -- | - | - | -- | -- | --- | --- | ---- | --- |
| 1    | Rocky Gorge Rugby       | 10 | 10 | 0 | 0 | 9  | 0  | 492 | 174 | +318 | 49  |
| 2    | Schuylkill River Exiles | 10 | 4  | 1 | 5 | 7  | 0  | 263 | 323 | -60  | 25  |
| 3    | Baltimore-Chesapeake    | 10 | 4  | 0 | 6 | 6  | 0  | 266 | 298 | -32  | 22  |
| 4    | Pittsburgh Harlequins   | 10 | 4  | 0 | 6 | 6  | 0  | 243 | 336 | -93  | 22  |

|  | Qualifiés pour la phase finale régionale. |

Attribution des points : victoire sur tapis vert : 5, victoire : 4, match nul : 2, défaite : 0, forfait : -2 ; plus les bonus (offensif : 4 essais marqués ; défensif : défaite par 7 points d'écart maximum).

##### Mid-Atlantic South

###### Classement[3]
| Rang | Club             | J  | V | N | D | Bo | Bd | Pm  | Pe  | Diff | Pts |
| ---- | ---------------- | -- | - | - | - | -- | -- | --- | --- | ---- | --- |
| 1    | N.O.V.A.         | 10 | 6 | 0 | 4 | 7  | 0  | 317 | 247 | +70  | 31  |
| 2    | Potomac Athletic | 10 | 4 | 1 | 5 | 11 | 0  | 258 | 251 | +7   | 29  |
| 3    | Norfolk Blues    | 10 | 4 | 2 | 4 | 4  | 0  | 240 | 304 | -64  | 24  |
| 4    | Washington Irish | 10 | 2 | 0 | 8 | 4  | 0  | 175 | 321 | -146 | 12  |

|  | Qualifiés pour la phase finale régionale. |

Attribution des points : victoire sur tapis vert : 5, victoire : 4, match nul : 2, défaite : 0, forfait : -2 ; plus les bonus (offensif : 4 essais marqués ; défensif : défaite par 7 points d'écart maximum).

##### Tableau final[4]
|  | Demi-finales            | Demi-finales            | Demi-finales  | Demi-finales  |                   |                   | Finale        | Finale        | Finale        | Finale        |
|  |                         |                         |               |               |                   |                   |               |               |               |               |
|  | 13 avril 2019           | 13 avril 2019           | 13 avril 2019 | 13 avril 2019 |                   |                   | 27 avril 2019 | 27 avril 2019 | 27 avril 2019 | 27 avril 2019 |
|  | Rocky Gorge Rugby       | Rocky Gorge Rugby       | 50            | 50            |                   |                   | 27 avril 2019 | 27 avril 2019 | 27 avril 2019 | 27 avril 2019 |
|  | Rocky Gorge Rugby       | Rocky Gorge Rugby       | 50            | 50            |                   |                   | 27 avril 2019 | 27 avril 2019 | 27 avril 2019 | 27 avril 2019 |
|  | Potomac Athletic        | Potomac Athletic        | 28            | 28            |                   |                   | 27 avril 2019 | 27 avril 2019 | 27 avril 2019 | 27 avril 2019 |
|  | Potomac Athletic        | Potomac Athletic        | 28            | 28            | Rocky Gorge Rugby | Rocky Gorge Rugby | 56            | 56            |               |               |
|  | 13 avril 2019           |                         |               |               | Rocky Gorge Rugby | Rocky Gorge Rugby | 56            | 56            |               |               |
|  |                         |                         | N.O.V.A.      | N.O.V.A.      | 24                | 24                |               |               |               |               |
|  | N.O.V.A.                | N.O.V.A.                | N.O.V.A.      | N.O.V.A.      | 24                | 24                | 47            | 47            |               |               |
|  | N.O.V.A.                | N.O.V.A.                |               |               |                   |                   |               | 47            |               |               |
|  | Schuylkill River Exiles | Schuylkill River Exiles | 29            | 29            |                   |                   |               |               |               |               |
|  | Schuylkill River Exiles | Schuylkill River Exiles | 29            | 29            |                   |                   |               |               |               |               |

#### Southern
Pas de compétition dans Southern en 2018-2019.

### Western League

#### FrontierouWest
Pas de compétition dans Frontier en 2018-2019.

#### Red River

##### Classement[5]
| Rang | Club               | J | V | N | D | Bo | Bd | Pm  | Pe  | Diff | Pts |
| ---- | ------------------ | - | - | - | - | -- | -- | --- | --- | ---- | --- |
| 1    | Austin Blacks      | 7 | 7 | 0 | 0 | 7  | 0  | 305 | 106 | +199 | 35  |
| 2    | Austin Huns        | 7 | 5 | 0 | 2 | 6  | 0  | 259 | 164 | +95  | 26  |
| 3    | Dallas Rugby       | 6 | 3 | 0 | 3 | 6  | 0  | 225 | 180 | +45  | 18  |
| 4    | Dallas Harlequins  | 6 | 1 | 0 | 5 | 2  | 0  | 105 | 254 | -149 | 6   |
| 5    | West Houston Lions | 6 | 0 | 0 | 6 | 1  | 0  | 76  | 266 | -190 | 1   |

|  | Qualifié pour la phase finale. |

Attribution des points : victoire sur tapis vert : 5, victoire : 4, match nul : 2, défaite : 0, forfait : -2 ; plus les bonus (offensif : 4 essais marqués ; défensif : défaite par 7 points d'écart maximum).

#### Pacific

##### Classement[6]
| Rang | Club                 | J | V | N | D | Bo | Bd | Pm  | Pe  | Diff | Pts |
| ---- | -------------------- | - | - | - | - | -- | -- | --- | --- | ---- | --- |
| 1    | Belmont Shore        | 3 | 2 | 0 | 1 | 3  | 0  | 130 | 62  | +68  | 11  |
| 2    | Life West Gladiators | 3 | 2 | 0 | 1 | 3  | 0  | 88  | 120 | -32  | 11  |
| 3    | OMBAC                | 3 | 2 | 0 | 1 | 1  | 0  | 75  | 75  | 0    | 9   |
| 4    | Glendale Merlins     | 3 | 0 | 0 | 3 | 3  | 0  | 77  | 113 | -36  | 3   |

|  | Qualifiés pour la finale régionale. |

Attribution des points : victoire sur tapis vert : 5, victoire : 4, match nul : 2, défaite : 0, forfait : -2 ; plus les bonus (offensif : 4 essais marqués ; défensif : défaite par 7 points d'écart maximum).

##### Tableau final
| Club          | Match   | Club                 |
| Belmont Shore | 27 - 36 | Life West Gladiators |

## Phase finale

### Tableau final
|  | Quarts de finale    | Quarts de finale    | Quarts de finale     | Quarts de finale     |               |               | Demi-finales | Demi-finales | Demi-finales | Demi-finales |  |  | Finale      | Finale      | Finale      | Finale      |
|  |                     |                     |                      |                      |               |               |              |              |              |              |  |  |             |             |             |             |
|  | 8 mai 2019          | 8 mai 2019          | 8 mai 2019           | 8 mai 2019           |               |               | 18 mai 2019  | 18 mai 2019  | 18 mai 2019  | 18 mai 2019  |  |  | 2 juin 2019 | 2 juin 2019 | 2 juin 2019 | 2 juin 2019 |
|  | 8 mai 2019          | 8 mai 2019          | 8 mai 2019           | 8 mai 2019           |               |               | 18 mai 2019  | 18 mai 2019  | 18 mai 2019  | 18 mai 2019  |  |  | 2 juin 2019 | 2 juin 2019 | 2 juin 2019 | 2 juin 2019 |
|  | Rocky Gorge Rugby   | Rocky Gorge Rugby   | 26                   | 26                   |               |               | 18 mai 2019  | 18 mai 2019  | 18 mai 2019  | 18 mai 2019  |  |  | 2 juin 2019 | 2 juin 2019 | 2 juin 2019 | 2 juin 2019 |
|  | Rocky Gorge Rugby   | Rocky Gorge Rugby   | 26                   | 26                   |               |               | 18 mai 2019  | 18 mai 2019  | 18 mai 2019  | 18 mai 2019  |  |  | 2 juin 2019 | 2 juin 2019 | 2 juin 2019 | 2 juin 2019 |
|  | Life Running Eagles | Life Running Eagles | 69                   | 69                   |               |               | 18 mai 2019  | 18 mai 2019  | 18 mai 2019  | 18 mai 2019  |  |  | 2 juin 2019 | 2 juin 2019 | 2 juin 2019 | 2 juin 2019 |
|  | Life Running Eagles | Life Running Eagles | 69                   | 69                   | Chicago Lions | Chicago Lions | 19           | 19           |              |              |  |  | 2 juin 2019 | 2 juin 2019 | 2 juin 2019 | 2 juin 2019 |
|  |                     |                     |                      |                      | Chicago Lions | Chicago Lions | 19           | 19           |              |              |  |  | 2 juin 2019 | 2 juin 2019 | 2 juin 2019 | 2 juin 2019 |
|  |                     |                     | Life Running Eagles  | Life Running Eagles  | 28            | 28            |              |              |              |              |  |  | 2 juin 2019 | 2 juin 2019 | 2 juin 2019 | 2 juin 2019 |
|  |                     |                     |                      |                      | 28            | 28            |              |              |              |              |  |  | 2 juin 2019 | 2 juin 2019 | 2 juin 2019 | 2 juin 2019 |
|  |                     | 18 mai 2019         |                      |                      |               |               |              |              |              |              |  |  | 2 juin 2019 | 2 juin 2019 | 2 juin 2019 | 2 juin 2019 |
|  |                     |                     |                      |                      |               |               |              |              |              |              |  |  | 2 juin 2019 | 2 juin 2019 | 2 juin 2019 | 2 juin 2019 |
|  | Life Running Eagles | Life Running Eagles | 28                   | 28                   |               |               |              |              |              |              |  |  |             |             |             |             |
|  | Life Running Eagles | Life Running Eagles | 28                   | 28                   |               |               |              |              |              |              |  |  |             |             |             |             |
|  |                     |                     | Austin Blacks        | Austin Blacks        | 27            | 27            |              |              |              |              |  |  |             |             |             |             |
|  |                     |                     |                      |                      | 27            | 27            |              |              |              |              |  |  |             |             |             |             |
|  |                     |                     |                      |                      |               |               |              |              |              |              |  |  |             |             |             |             |
|  |                     |                     |                      |                      |               |               |              |              |              |              |  |  |             |             |             |             |
|  | Austin Blacks       | Austin Blacks       | 27                   | 27                   |               |               |              |              |              |              |  |  |             |             |             |             |
|  | Austin Blacks       | Austin Blacks       | 27                   | 27                   |               |               |              |              |              |              |  |  |             |             |             |             |
|  |                     |                     | Life West Gladiators | Life West Gladiators | 21            | 21            |              |              |              |              |  |  |             |             |             |             |
|  |                     |                     |                      |                      | 21            | 21            |              |              |              |              |  |  |             |             |             |             |
|  |                     |                     |                      |                      |               |               |              |              |              |              |  |  |             |             |             |             |
|  |                     |                     |                      |                      |               |               |              |              |              |              |  |  |             |             |             |             |
|  |                     |                     |                      |                      |               |               |              |              |              |              |  |  |             |             |             |             |
|  |                     |                     |                      |                      |               |               |              |              |              |              |  |  |             |             |             |             |

### Demi-finales
| 18 mai 2019 | Chicago Lions                                               | 19 - 28 | Life Running Eagles                                                       | Spartanburg (Caroline du Sud) |
| 18 mai 2019 | Essai(s) : Rooney, Rose (2) Transformation(s) : Spencer (2) |         | Essai(s) : White, Schanilec, Mizell, Louro Transformation(s) : Cowley (4) | Spartanburg (Caroline du Sud) |
| 18 mai 2019 |                                                             |         |                                                                           | Spartanburg (Caroline du Sud) |

| 18 mai 2019 | Austin Blacks                                                                                 | 27 - 21 | Life West Gladiators                                                   | Austin (Texas) |
| 18 mai 2019 | Essai(s) : Reyes, Johnson, Merriman (2) Transformation(s) : Monahan (2) Pénalité(s) : Monahan |         | Essai(s) : (2), Stanfill Transformation(s) : Ratumaimuri, Talapusi (2) | Austin (Texas) |
| 18 mai 2019 |                                                                                               |         |                                                                        | Austin (Texas) |

### Finale
| 2 juin 2019 | Life Running Eagles                                                                      | 28 - 27 | Austin Blacks                                                                                              | Fortress Obetz, Obetz (Ohio) |
| 2 juin 2019 | Essai(s) : Mizell, Cowley, White Transformation(s) : Cowley (2) Pénalité(s) : Cowley (3) |         | Essai(s) : Essai de pénalité, Ingate, Howard Transformation(s) : Armstrong (2) Pénalité(s) : Armstrong (2) | Fortress Obetz, Obetz (Ohio) |
| 2 juin 2019 |                                                                                          |         | | Fortress Obetz, Obetz (Ohio) |

## Vainqueur
| Entraîneur |                        |  |
| Avants     | Pilier                 |  |
| Avants     | Talonneur              |  |
| Avants     | Deuxième ligne         |  |
| Avants     | Troisième ligne aile   |  |
| Avants     | Troisième ligne centre |  |
| Arrières   | Demi de mêlée          |  |
| Arrières   | Demi d'ouverture       |  |
| Arrières   | Centre                 |  |
| Arrières   | Ailier                 |  |
| Arrières   | Arrière                |  |

Remplaçants : 